# قمة جدة للأمن والتنمية
قمة جدة للأمن والتنمية، هي قمة عقدت في يوم السبت 16 يوليو 2023 في مدينة جدة بالمملكة العربية السعودية بمناسبة زيارة الرئيس الأمريكي جو بايدن إلى السعودية، في أول رحلة خارجية له إلى الشرق الأوسط منذ توليه منصبه. عقدت القمة في مركز الملك عبدالله الدولي للمؤتمرات في جدة، وشارك في القمة قادة دول مجلس التعاون الخليجي والأردن ومصر والولايات المتحدة الأمريكية ، وعقدت القمة برئاسة صاحب السمو الملكي الأمير محمد بن سلمان آل سعود ولي العهد رئيس مجلس الوزراء نيابتاً عن خادم الحرمين الشريفين الملك سلمان بن عبدالعزيز آل سعود ملك المملكة العربية السعودية. 

## القادة المشاركين

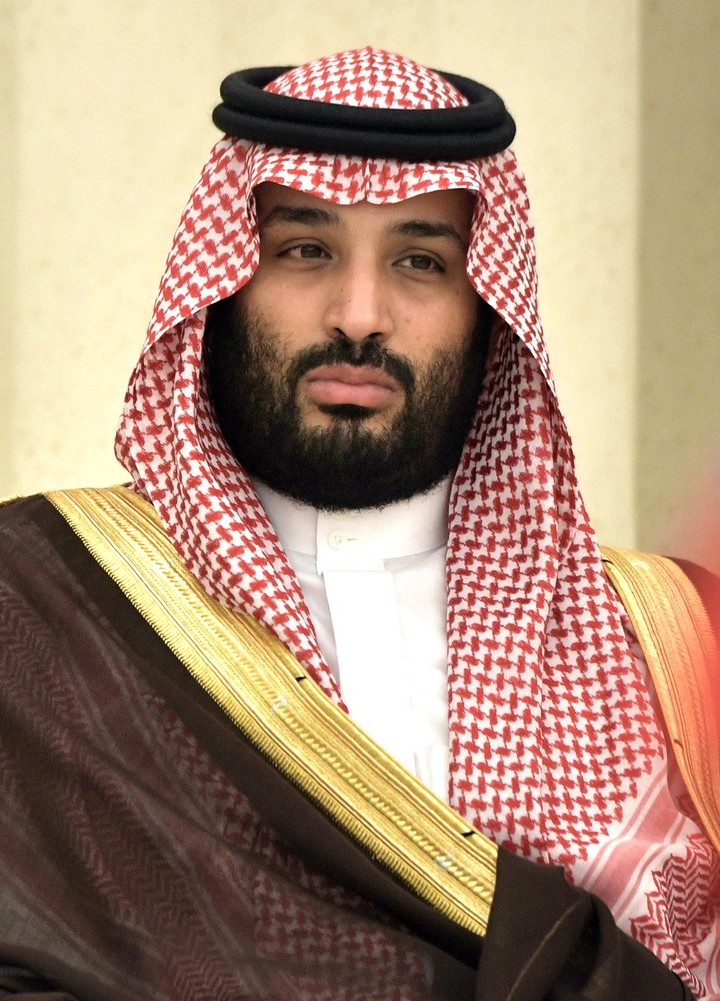
السعودية صاحب السمو الملكي الأمير محمد بن سلمان آل سعود ولي العهد نائب رئيس مجلس الوزراء وزير الدفاع (رئيس الأجتماع)
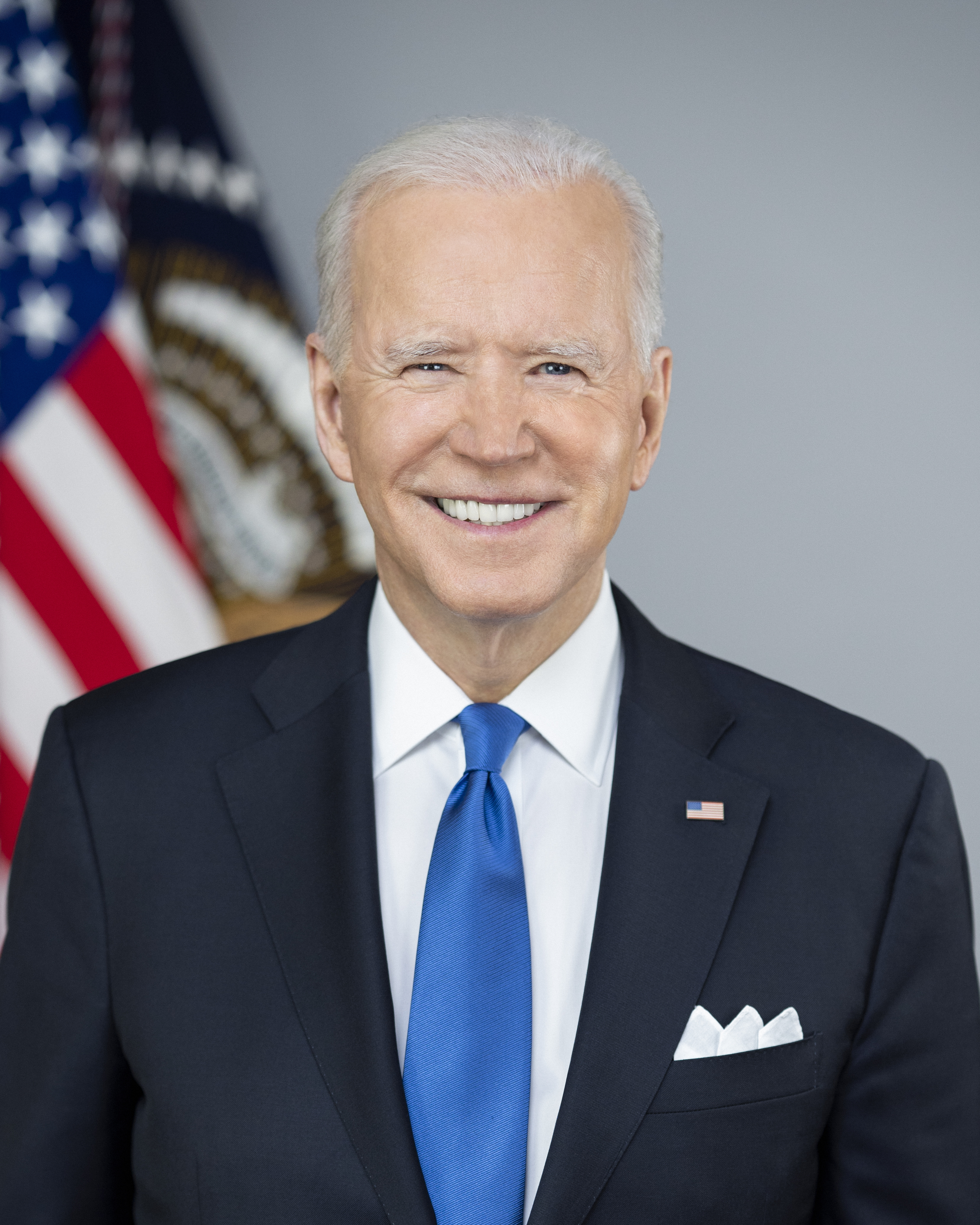
الولايات المتحدة فخامة الرئيس جو بايدن رئيس الولايات المتحدة الأمريكية
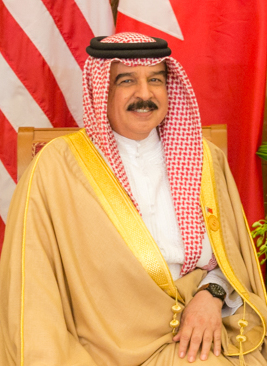
البحرين صاحب الجلالة الملك حمد بن عيسى آل خليفة ملك مملكة البحرين
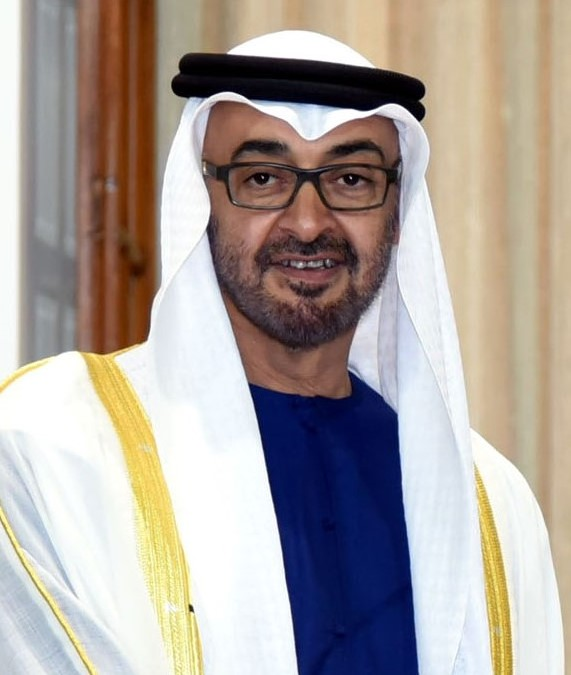
الإمارات العربية المتحدة صاحب السمو الشيخ محمد بن زايد آل نهيان رئيس دولة الإمارات العربية المتحدة
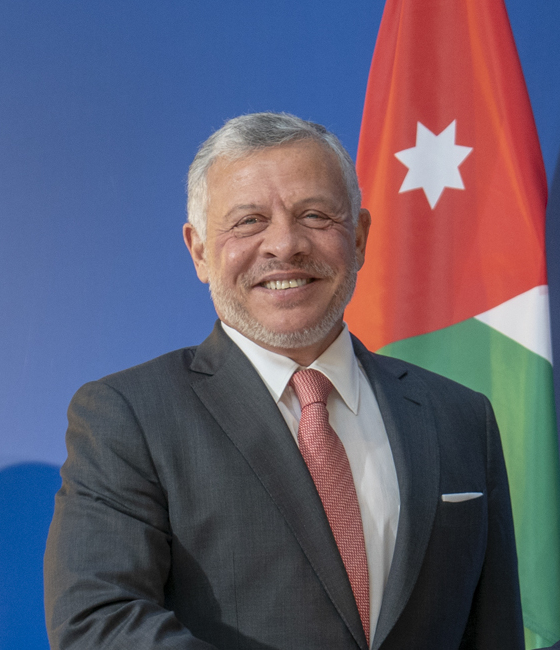
الأردن صاحب الجلالة الملك عبدالله الثاني بن الحسين ملك المملكة الاردنية الهاشمية
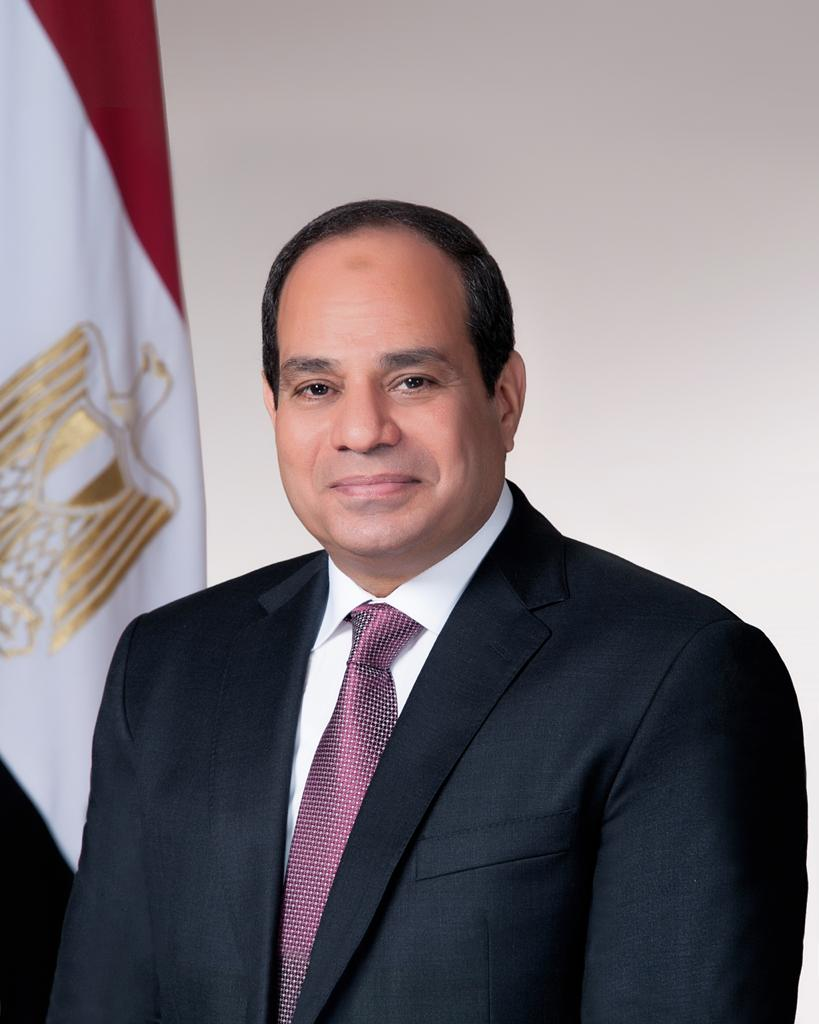
مصر فخامة الرئيس عبدالفتاح السيسي رئيس جمهورية مصر العربية
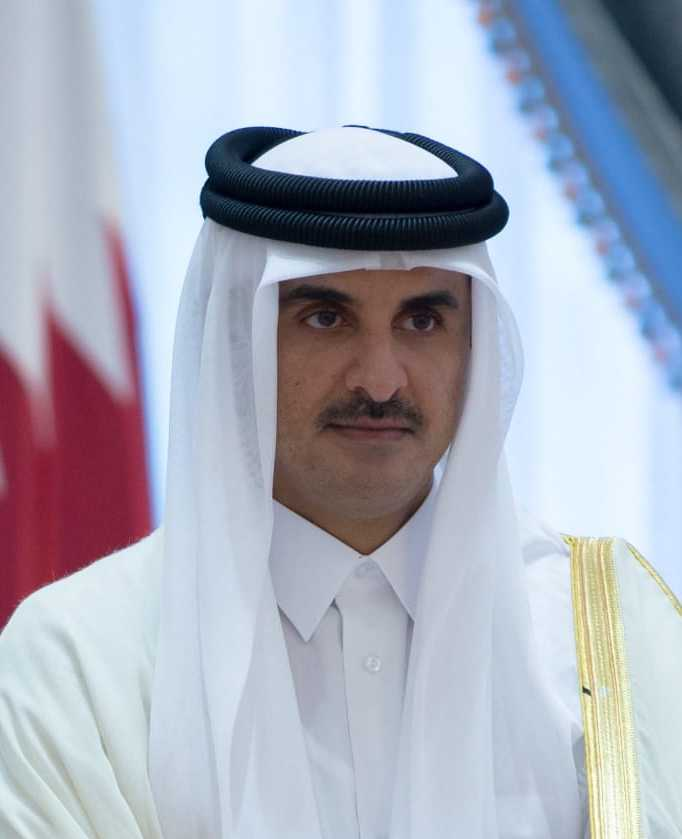
قطر صاحب السمو الشيخ تميم بن حمد آل ثاني أمير دولة قطر
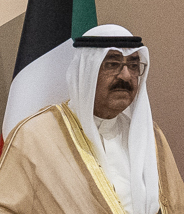
الكويت سمو الشيخ مشعل الأحمد الجابر الصباح ولي عهد دولة الكويت
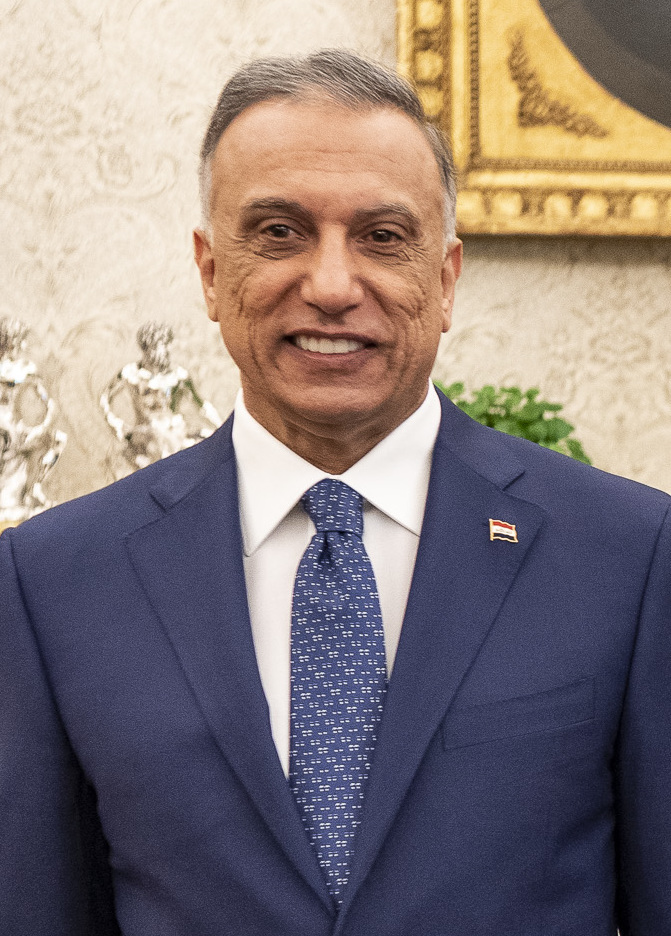
العراق معالي السيد مصطفى الكاظمي رئيس مجلس الوزراء
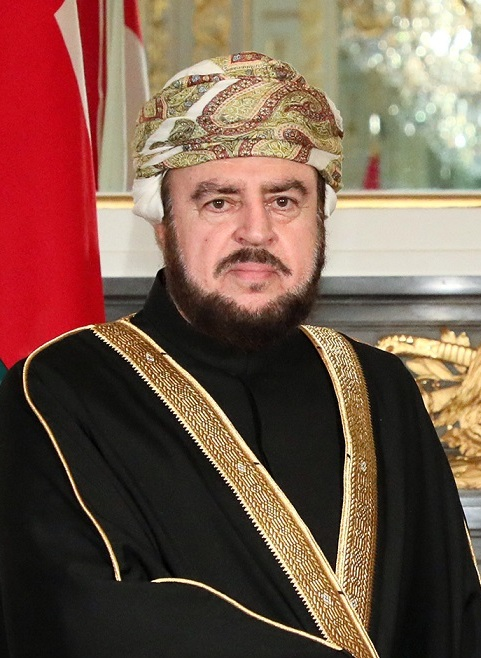
عُمان صاحب السمو السيد أسعد بن طارق آل سعيد نائب رئيس مجلس الوزراء لشؤون العلاقات والتعاون الدولي
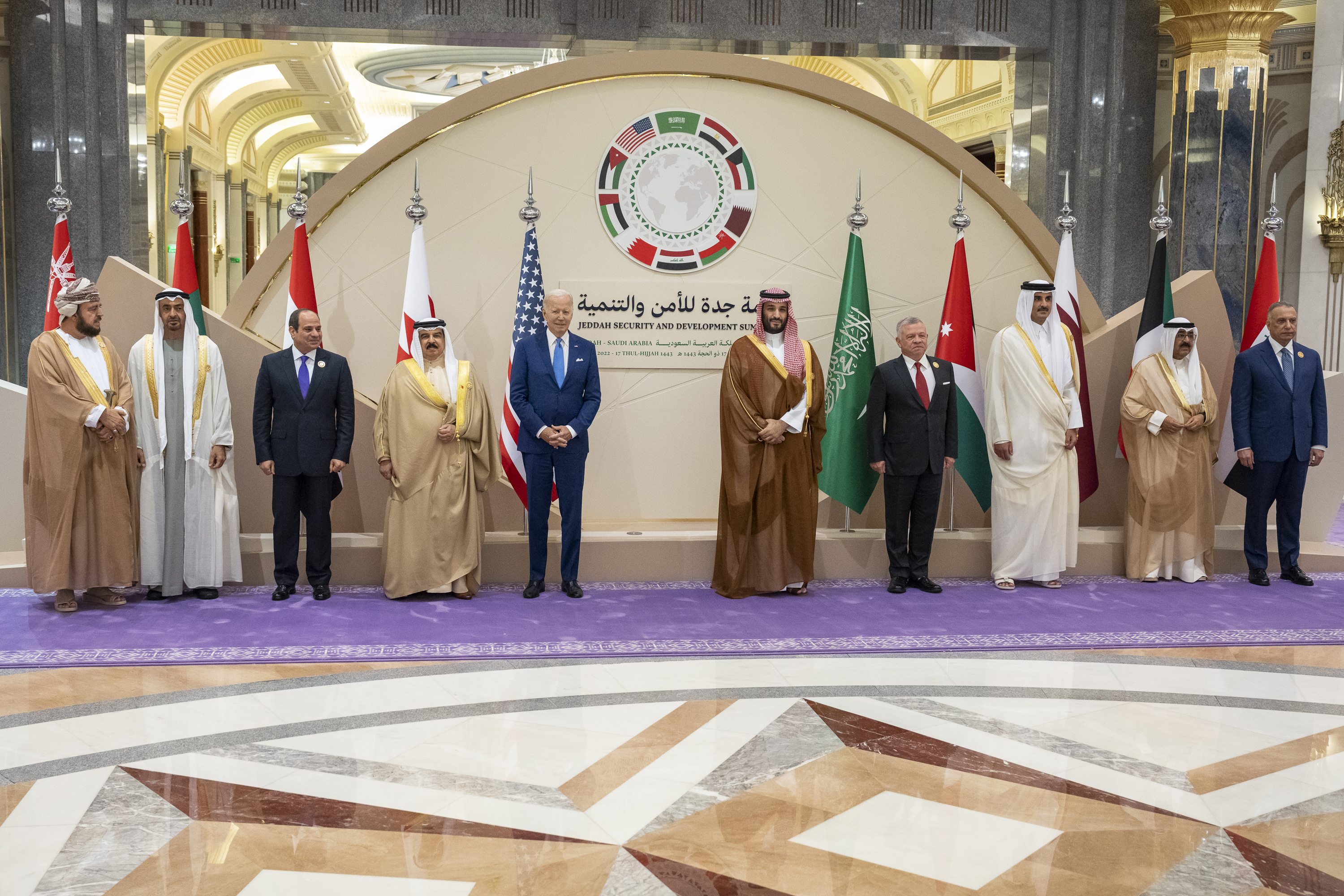
الصورة التذكارية للقادة المشاركين في القمة

## البيان الختامي
أكد البيان الختامي للقمة على أهمية الشراكة الإستراتيجية بين دول الخليج العربي والولايات المتحدة، أشار قادة مجلس التعاون الخليجي والولايات المتحدة، في بيان مشترك على هامش قمة جدة للتنمية والأمن، التزامهم بحفظ أمن المنطقة واستقرارها. واكد أيضا على دعم الجهود الدبلوماسية الهادفة لتهدئة التوترات الإقليمية، وتعميق التعاون الإقليمي الدفاعي والأمني والاستخباري، وضمان حرية وأمن ممرات الملاحة البحرية. والتأكيد على خلو منطقة الخليج من كافة أسلحة الدمار الشامل،